# Vester Egede Sogn
Vester Egede Sogn 
ist eine Kirchspielsgemeinde (dän.: Sogn)
auf der Insel Sjælland im südlichen Dänemark.
Bis 1970 gehörte sie zur Harde Tyjberg Herred im damaligen Præstø Amt, danach zur Rønnede Kommune im Storstrøms Amt, die im Zuge der  Kommunalreform zum 1. Januar 2007 in der Faxe Kommune in der Region Sjælland aufgegangen ist.
Im Kirchspiel leben 698 Einwohner (Stand: 1. Januar 2023).
Im Kirchspiel liegt die Kirche „Vester Egede Kirke“.
Nachbargemeinden sind im Norden Bråby Sogn, im Nordosten Ulse Sogn und im Südosten Kongsted Sogn, ferner in der südwestlich gelegenen Næstved Kommune Toksværd Sogn.